# Blind (marque)
Pour les articles homonymes, voir Blind.

Blind est une compagnie de skateboard fondée par Mark Gonzales en 1989. Elle vend des planches et des roues et possède sa propre ligne de vêtements.
La compagnie commença à avoir du succès en 1991, avec la sortie de sa vidéo « Video Days ». Cette vidéo marque également la première apparition de Jason Lee à l'écran. En 2005, Blind sortit une nouvelle vidéo, intitulée « What if ? ».
Le logo de Blind représente la mascotte de la compagnie, un squelette portant un manteau noir à capuche, surmontant le nom de la compagnie.
Le nom Blind, signifiant Aveugle, est un clin d'œil de Mark Gonzales pour Vision Skateboards, la compagnie pour laquelle il ridait avant 1989.